# Moreton Say
Moreton Say – wieś w Anglii, w hrabstwie Shropshire. Leży 26 km na północny wschód od miasta Shrewsbury i 227 km na północny zachód od Londynu.